# Creolo capoverdiano
Il creolo capoverdiano (o semplicemente capoverdiano) è una lingua creola derivata dal portoghese e parlata nell'arcipelago di Capo Verde. È la lingua materna della maggioranza dei capoverdiani, ed è parlata come seconda lingua da molti discendenti di capoverdiani che risiedono in altri paesi. Non esiste uno standard della lingua.

## Nome
Il creolo capoverdiano viene chiamato comunemente "creolo" (kriolu, kriol) da coloro che lo parlano. Il nome ufficiale proposto per una futura standardizzazione della lingua è "capoverdiano" (cabuverdiánu/cóbverdion) o "lingua capoverdiana" (língua cabuverdiánu/línga kriol).

## Diffusione e varianti
Il capoverdiano è una lingua di particolare interesse per gli studiosi delle lingue creole, perché è la più antica delle lingue creole vive, il creolo portoghese con la più vasta popolazione di madrelingua, e uno dei pochi creoli scelti come lingua ufficiale di uno stato.
Nelle nove isole principali di Capo Verde si parlano altrettanti dialetti (talvolta dette varianti) del capoverdiano. Queste varianti possono essere classificate in due gruppi, corrispondenti alla distinzione geografica fra i due sottoarcipelaghi delle isole Barlavento e Sotavento. Dal punto di vista dello studio linguistico, le varianti più significative sono quelle delle isole di Fogo, Santiago, São Nicolau e Santo Antão, che sono le quattro isole dove si sono sviluppate le più antiche comunità di neri (giunti a Capo Verde come schiavi). Dal punto di vista dell'uso, le due varianti principali sono quella di Santiago e quella di São Vicente, poiché queste sono le due isole più popolose dell'arcipelago.
| Fogo                                     | Santiago                                 | São Nicolau                                     | São Vicente                                     | Santo Antão                                     | Portoghese                       |
| ---------------------------------------- | ---------------------------------------- | ----------------------------------------------- | ----------------------------------------------- | ----------------------------------------------- | -------------------------------- |
| Ês frâ-m'. [es fɾɐ̃]                      | Ês flâ-m'. [es flɐ̃]                      | Ês fló-m'. [es flɔm]                            | Ês dzê-m'. [eʒ dzem]                            | Ês dzê-m'. [eʒ dzem]                            | Eles disseram-me.                |
| Bú câ ê bunítu. [bu kɐ e buˈnitu]        | Bú câ ê bunítu. [bu kɐ e buˈnitu]        | Bô câ ê b'nít'. [bo kɐ e bnit]                  | Bô câ ê b'nít'. [bo kɐ e bnit]                  | Bô n' ê b'nít'. [bo ne bnit]                    | Tu não és bonito.                |
| M' câ sabê. [ŋ kɐ sɒˈbe]                 | M' câ sâbi. [ŋ kɐ ˈsɐbi]                 | M' câ sabê. [m kɐ saˈbe]                        | M' câ sabê. [m kɐ saˈbe]                        | Mí n' séb'. [mi n sɛb]                          | Eu não sei.                      |
| Cumó' qu' ê bú nômi? [kuˈmɔ ke bu ˈnomi] | ’Módi qu' ê bú nómi? [ˈmɔdi ke bu ˈnɔmi] | Qu' manêra qu' ê bô nôm'? [k mɐˈneɾɐ ke bo nom] | Qu' manêra qu' ê bô nôm'? [k mɐˈneɾɐ ke bo nom] | Qu' menêra qu' ê bô nôm'? [k meˈneɾɐ ke bo nom] | Como é o teu nome?               |
| Bú podê djudâ-m'? [bu poˈde ʤuˈdɐ̃]       | Bú pôdi djudâ-m'? [bu ˈpodi ʤuˈdɐ̃]       | Bô podê j'dó-m'? [bo poˈde ʒdɔm]                | Bô podê j'dá-m'? [bo poˈde ʒdam]                | Bô podê j'dé-m'? [bo poˈde ʒdɛm]                | Podes ajudar-me?                 |
| Spiâ lí! [spiˈɐ li]                      | Spía li! [spˈiɐ li]                      | Spiâ li! [spiˈɐ li]                             | Spiá li! [ʃpiˈa li]                             | É prei! [e pr'еi]                               | Olha cá!                         |
| Ê' cantâ. [e kɒ̃ˈtɐ]                      | Ê' cánta. [e ˈkãtɐ]                      | Êl cantâ. [el kɐ̃ˈtɐ]                            | Êl cantá. [el kɐ̃ˈta]                            | Êl cantá. [el kãˈta]                            | Ele/ela cantou.                  |
| Bú tâ cantâ. [bu tɐ kɒ̃ˈtɐ]               | Bú tâ cánta. [bu tɐ ˈkãtɐ]               | Bô tâ cantâ. [bo tɐ kɐ̃ˈtɐ]                      | Bô tâ cantá. [bo tɐ kɐ̃ˈta]                      | Bô tâ cantá. [bo tɐ kãˈta]                      | Tu cantas.                       |
| M' stâ cantâ. [ƞ sta kɒ̃ˈtɐ]              | M' sâ tâ cánta. [ƞ sɐ ta ˈkãtɐ]          | M' tâ tâ cantâ. [m tɐ tɐ kɐ̃ˈtɐ]                 | M' tí tâ cantá. [m ti tɐ kɐ̃ˈta]                 | M' tí tâ cantá. [m ti tɐ kãˈta]                 | Eu estou a cantar.               |
| Screbê [skɾeˈbe]                         | Scrêbi [ˈskɾebi]                         | Screbê [skɾeˈbe]                                | Screvê [ʃkɾeˈve]                                | Screvê [ʃkɾeˈve]                                | Escrever                         |
| Gossím [ɡɔˈsĩ]                           | Góssi [ˈɡɔsi]                            | Grinhassím [ɡɾiɲɐˈsĩ]                           | Grinhassím [ɡɾiɲɐˈsĩ]                           | Grinhessím [ɡɾiɲeˈsĩ]                           | Agora                            |
| Pôrcu [ˈpoɾku]                           | Pôrcu [ˈpoɾku]                           | Pôrcu [ˈpoɾku]                                  | Tchúc’ [ʧuk]                                    | Tchúc’ [ʧuk]                                    | Porco                            |
| Conxê [kõˈʃe]                            | Cônxi [ˈkõʃi]                            | Conxê [kõˈʃe]                                   | Conxê [kõˈʃe]                                   | Conxê [kõˈʃe]                                   | Conhecer                         |
| Dixâ [diˈʃɐ]                             | Dêxa [ˈdeʃɐ]                             | D'xâ [ʧɐ]                                       | T'xá [ʧa]                                       | T'xá [ʧa]                                       | Deixar                           |
| Dixâ-m' quétu! [diˈʃɐ̃ ˈkɛtu]             | Dexâ-m' quétu! [deˈʃɐ̃ ˈkɛtu]             | D'xó-m' quêt'! [ʧɔm ket]                        | D'xá-m' quêt'! [ʧam ket]                        | D'xé-m' quêt'! [ʧɛm ket]                        | Deixa-me quieto!                 |
| Dôci [ˈdosi]                             | Dóxi [ˈdɔʃi]                             | Dôç’ [dos]                                      | Dôç’ [dos]                                      | Dôç’ [dos]                                      | Doce                             |
| Papiâ [pɒˈpjɐ]                           | Pâpia [ˈpɐpjɐ]                           | Papiâ [pɐˈpjɐ]                                  | Falá [fɐˈla]                                    | Falá [faˈla]                                    | Falar                            |
| Cúrpa [ˈkuɾpɐ]                           | Cúlpa [ˈkulpɐ]                           | Cúlpa [ˈkulpɐ]                                  | Cúlpa [ˈkulpɐ]                                  | Cúlpa [ˈkulpɐ]                                  | Culpa                            |
| Nhôs amígu [ɲoz ɒˈmigu]                  | Nhôs amígu [ɲoz ɐˈmigu]                  | B'sôt' amígu [bzot ɐˈmiɡu]                      | B'sôt' amíg’ [bzot ɐˈmiɡ]                       | B'sôt' emíg’ [bzot eˈmiɡ]                       | O vosso amigo (O amigo de vocês) |
| Scúru [ˈskuru]                           | Sucúru [suˈkuru]                         | Scúr’ [skur]                                    | Scúr’ [ʃkur]                                    | Scúr’ [ʃkur]                                    | Escuro                           |
| Cárru [ˈkaru]                            | Cáru [ˈkaɾu]                             | Córr’ [kɔʀ]                                     | Córr’ [kɔʀ]                                     | Córr’ [kɔʀ]                                     | Carro                            |
| Lébi [ˈlɛbi]                             | Lébi [ˈlɛbi]                             | Lêb’ [leb]                                      | Lêv’ [lev]                                      | Lêv’ [lev]                                      | Leve                             |

## Caratteristiche linguistiche del creolo capoverdiano
Il creolo di Capo Verde è una sorta di semplificazione della lingua portoghese alla quale si sono mescolate le numerose lingue degli schiavi deportati da altre regioni africane.
Le caratteristiche linguistiche sono essenzialmente cinque:
- l'erosione fonetica (es. la parola "casa" diventa "ca");
- il cambiamento di alcune forme fonetiche (frequente è il fenomeno del betacismo);
- la ricostruzione sillabica (fenomeno che si verifica per favorire una pronuncia che altrimenti sarebbe complicata per i parlanti);
- la divergenza dalle forme portoghesi e la convergenza casuale con altre forme portoghesi;
- l'uso di parole portoghesi arcaiche (ad es. il termine "limaria" sostituisce il portoghese "animal").

| Creolo capoverdiano | Significato in portoghese              | Significato in creolo capoverdiano               |
| afrónta             | afronta, desafio (affrontare, sfidare) | desespero, inquietação (disperazione, disordine) |
| botâ/ptá            | colocar, pôr                           | arremessar, atirar                               |
| confortâ            | confortar, dar conforto                | resignar-se                                      |
| fadíga              | cansaço, fadiga                        | arrelia, preocupação                             |
| fúscu               | fusco, obscuro                         | bêbado                                           |
| limária             | dal portoghese «alimária»              | animal de pecuária                               |
| máncu               | dal portoghese «manco»                 | coxo                                             |
| papiâ               | dal portoghese «papear»                | falar                                            |
| pintchâ             | dal portoghese «pinchar»               | empurrar                                         |
| pólpa               | polpa (polpa della frutta)             | nádegas (glutei)                                 |
| pupâ                | dal portoghese «apupar»                | gritar                                           |
| tchêu               | cheio                                  | muito, muita, muitos, muitas                     |

## Esempi in creolo capoverdiano
- Esempio 1 (variante di Santiago)

| creolo capoverdiano | trascrizione AFI | portoghese |
| --- | --- | --- |
| Ôi Cábu Vêrdi, Bô qu' ê nhâ dôr más sublími Ôi Cábu Vêrdi, Bô qu' ê nhâ angústia, nhâ paxõ Nhâ vída nâce Dí disafíu dí bú clíma ingrátu Vontádi férru ê bô nâ nhâ pêtu Gôstu pâ lúta ê bô nâ nhâs bráçu Bô qu' ê nhâ guérra, Nhâ dôci amôr Stênde bús bráçu, Bú tomâ-m' nhâ sángui, Bú rêga bú tchõ, Bú flúri! Pâ térra lôngi Bêm cába pâ nôs Bô cú már, cêu í bús fídju N' úm dôci abráçu dí páz | /oj ˈkabu ˈveɾdi bo ke ɲɐ doɾ mas suˈblimi oj ˈkabu ˈveɾdi bo ke ɲɐ ɐ̃ˈɡustiɐ ɲɐ pɐˈʃõ ɲɐ ˈvidɐ ˈnɐse di dizɐˈfiw di bu ˈklimɐ ĩˈɡɾatu võˈtadi ˈfɛʀu e bo nɐ ɲɐ ˈpetu ˈɡostu pɐ ˈlutɐ e bo nɐ ɲɐz ˈbɾasu bo ke ɲɐ ˈɡɛʀɐ ɲɐ ˈdosi ɐˈmoɾ ˈstẽde buz ˈbɾasu bu toˈmɐ̃ ɲɐ ˈsãɡi bu ˈʀeɡɐ bu ʧõ bu ˈfluɾi pɐ ˈtɛʀɐ ˈlõʒi bẽ ˈkabɐ pɐ noz bo ku maɾ sew i buz ˈfiʤu nũ ˈdosi ɐˈbɾasu di paz/ | Oi Cabo Verde, Tu que és a minha dor mais sublime Oi Cabo Verde, Tu que és a minha angústia, a minha paixão Minha vida nasceu Do desafio do teu clima ingrato A vontade de ferro és tu no meu peito O gosto pela luta és tu nos meus braços Tu que és a minha guerra, O meu doce amor Estende os teus braços, Toma-me o meu sangue, Rega o teu chão, Floresce! Para que a terra longe Venha acabar-se para nós Tu com o mar, o céu e os teus filhos Num doce abraço de paz |

- Esempio 2 (variante di São Vicente)

| creolo capoverdiano | trascrizione AFI | portoghese |
| --- | --- | --- |
| Papái, bêm dzê-m' quí ráça quí nôs ê, óh pái Nôs ráça ê prêt' má' brónc' burníd' nâ vênt' Burníd' nâ temporál dí scravatúra, óh fídj' Úm geraçõ dí túga cú africán' Ês bêm dí Európa farejá riquéza Ês vendê fídj' dí África nâ scravatúra Carregód' nâ fúnd' dí porõ dí sês galéra D'bóx' dí chicôt' má' júg' culuniál Algúns quí f'cá pralí gatchód' nâ rótcha, óh fídj' Trançá má' túga, ês criá êss pôv' cab'verdián' Êss pôv' quí sofrê quinhênt's ón' di turtúra, ôi, ôi Êss pôv' quí ravultiá tabánca intêr’ | /pɐˈpaj bẽ dzem ki ˈʀasɐ ki noʒ e ɔ paj noʒ ˈʀasɐ e pɾet ma bɾɔ̃k buɾˈnid nɐ vẽt buɾˈnid nɐ tẽpoˈɾal di ʃkɾɐvɐˈtuɾɐ ɔ fiʤ ũ ʒeɾɐˈsõ di ˈtuɡɐ ku ɐfɾiˈkan eʒ bẽ di ewˈɾɔpɐ fɐɾeˈʒa ʀiˈkɛzɐ eʒ vẽˈde fiʤ di ˈafɾikɐ nɐ ʃkɾɐvɐˈtuɾɐ kɐʀeˈɡɔd nɐ fũd di poˈɾõ di seʒ ɡɐˈlɛɾɐ dbɔʃ di ʃiˈkot ma ʒuɡ kuluniˈal ɐlˈɡũʒ ki fka pɾɐˈli ɡɐˈʧɔd nɐ ˈʀɔʧɐ ɔ fiʤ tɾɐ̃ˈsa ma ˈtuɡɐ eʒ kɾiˈa es pov kabveɾdiˈan es pov ki soˈfɾe kiˈɲẽtʃ ɔn di tuɾˈtuɾɐ oj oj es pov ki ʀɐvultiˈa tɐˈbãkɐ ĩˈteɾ/ | Papai, vem dizer-me que raça nós somos, oh pai A nossa raça é pretos com brancos brunidos no vento Brunidos no temporal da escravatura, oh filho Uma geração de portugueses com africanos Eles vieram da Europa farejar riquezas Eles venderam filhos da África na escravatura Carregados no fundo do porão das suas galeras Debaixo do chicote e jugo colonial Alguns que ficaram por aqui escondidos nas montanhas, oh filho Misturaram-se com os portugueses, eles criaram este povo cabo-verdiano Este povo que sofreu quinhentos anos de tortura, oi, oi Este povo que revoltou-se inteiramente |

- Esempio 3

| creolo capoverdiano | trascrizione AFI | portoghese |
| --- | --- | --- |
| Túdu alguêm tâ nacê lívri í iguál nâ dignidádi cú nâ dirêtus. Ês ê dotádu cú razõ í cú «consciência», í ês devê agí pâ cumpanhêru cú sprítu dí fraternidádi. | /ˈtudu ɐlˈɡẽ tɐ nɐˈse ˈlivɾi i iˈɡwal nɐ diɡniˈdadi ku nɐ diˈɾetus ez e doˈtadu ku ʀɐˈzõ i ku kõʃsiˈẽsiɐ i ez deˈve ɐˈʒi pɐ kũpɐˈɲeɾu ku ˈspɾitu di fɾɐteɾniˈdadi/ | Todas as pessoas nascem livres e iguais em dignidade e direitos. São dotadas de razão e consciência e devem agir em relação umas às outras com espírito de fraternidade. |

Traduzione del primo articolo della Dichiarazione universale dei diritti dell'uomo, art. 1

## Scrittori in creolo capoverdiano
- Elsie Clews Parsons (1875-1941), antropologa statunitense che scrisse nella variante di Fogo e studiò il creolo capoverdiano.
- Sérgio Frusoni (1901-1975), scrisse nella variante di São Vicente.
- Luís Romano de Madeira Melo (1922-2010), scrisse nella variante di Santo Antão.
- Eugénio Tavares (1867-1930), scrisse nella variante di Brava.
- Corsino Fortes (1933-2015), fu il primo poeta a scrivere mescolando portoghese e capoverdiano nella sua trilogia A caveza calva de Deus.